# James Marape
James Marape (Tari, 24 aprile 1971) è un politico papuano, Primo ministro della Papua Nuova Guinea dal 30 maggio 2019.
È deputato da luglio 2007 per il seggio del Tari-Pori District Open nella Hela Province. È stato ministro dell’Istruzione (2008-2011) e delle Finanze (2012-2019).